# Nelly Moretto
Nelly Moretto, née le 20 septembre 1925 et morte le 24 novembre 1978, est une compositrice et pianiste argentine.

## Biographie
Moretto naît à Rosario, en Argentine. Elle a étudié au Conservatoire national de musique (es), à l'Instituto Di Tella de Buenos Aires et à l'Université de l'Illinois. Juan Carlos Paz (es) l'a initiée aux techniques compositionneles d'avant-garde.
Elle a travaillé pendant un certain temps au studio électronique Estudio de Fonología Musical (EFM) à l'Université de Buenos Aires,.
Elle meurt à Buenos Aires.

## Œuvres
Elle combine dans ses créations électroacoustique et écriture traditionnelle.
- Composición 9a pour deux groupes instrumentaux, bande, danse et lumières, 1965
- Composición 9b pour bande, 1966
- Coribattenti pour quatuor à cordes et bande, 1967
- Composición No.13: In Memorian JC Paz pour trompette et bande, 1972
- Composición n ° 14: Bah! le dije al tiempo pour violon, trompette, piano et bande, 1974/1975 [4]